# Параскеви (дем Дескати)
Параскеви (на гръцки: Παρασκευή, в превод петък) е село в Република Гърция, в дем Дескати на област Западна Македония.

## География
Параскеви е разположено на самата географска граница между Македония и Тесалия. Землището му обхваща вододела между македонската река Бистрица (Алиакмонас) и тесалийската Пеней (Пиниос). Самото село се намира от македонската страна на вододела, в югозападното подножие на планината Вунаса, на около 55 km югоизточно от град Гревена и на 5 km югозападно от Дескати.

## История
В района на Параскеви е съществувало античното селище Кастри, както и византийско селище в днешната местност Ваени. Там се издига църквата „Света Параскева“, която дава името на селището.

### В Османската империя
Смята се, че селото се оформя на сегашното си място към началото на ХІХ век. Главната селска църква „Свети Йоан Златоуст“ е издигната през 1811 година. Нейният храмов празник 13 ноември е основният годишен събор на селото.
След присъединяването през 1881 година на Тесалия към Кралство Гърция Параскеви остава под властта на Османската империя в рамките на Еласонската каза. Според гръцка атинска статистика от 1910 година в Параскеви живеят 97 православни гърци.

### В Гърция
През Балканската война в 1912 година в селото влизат гръцки части и след Междусъюзническата в 1913 година Параскеви влиза в състава на Кралство Гърция.
Населението произвежда жито, картофи и други земеделски култури, като частично се занимава и със скотовъдство.
| Година    | 1913 | 1920 | 1928 | 1940 | 1951 | 1961 | 1971 | 1981 | 1991 | 2001 | 2011 | 2021 |
| --------- | ---- | ---- | ---- | ---- | ---- | ---- | ---- | ---- | ---- | ---- | ---- | ---- |
| Население | 127  | 140  | 161  | 119  | 158  | 206  | 162  | 157  | 205  | 141  | 108  | 91   |

## Личности
Родени в Параскеви
- Константинос Велидис (Велис), основател на гръцкия вестник „Македония“